# Пархово
Пархово — (біл. вёска Пархава), село (веска) в складі Логойського району розташоване в Мінській області Білорусі, підпорядковане Знаменівській сільській раді.
Село Пархово розташоване в центральних районах Білорусі, у північній частині Мінської області,